# Guggenheim Abu Dhabi

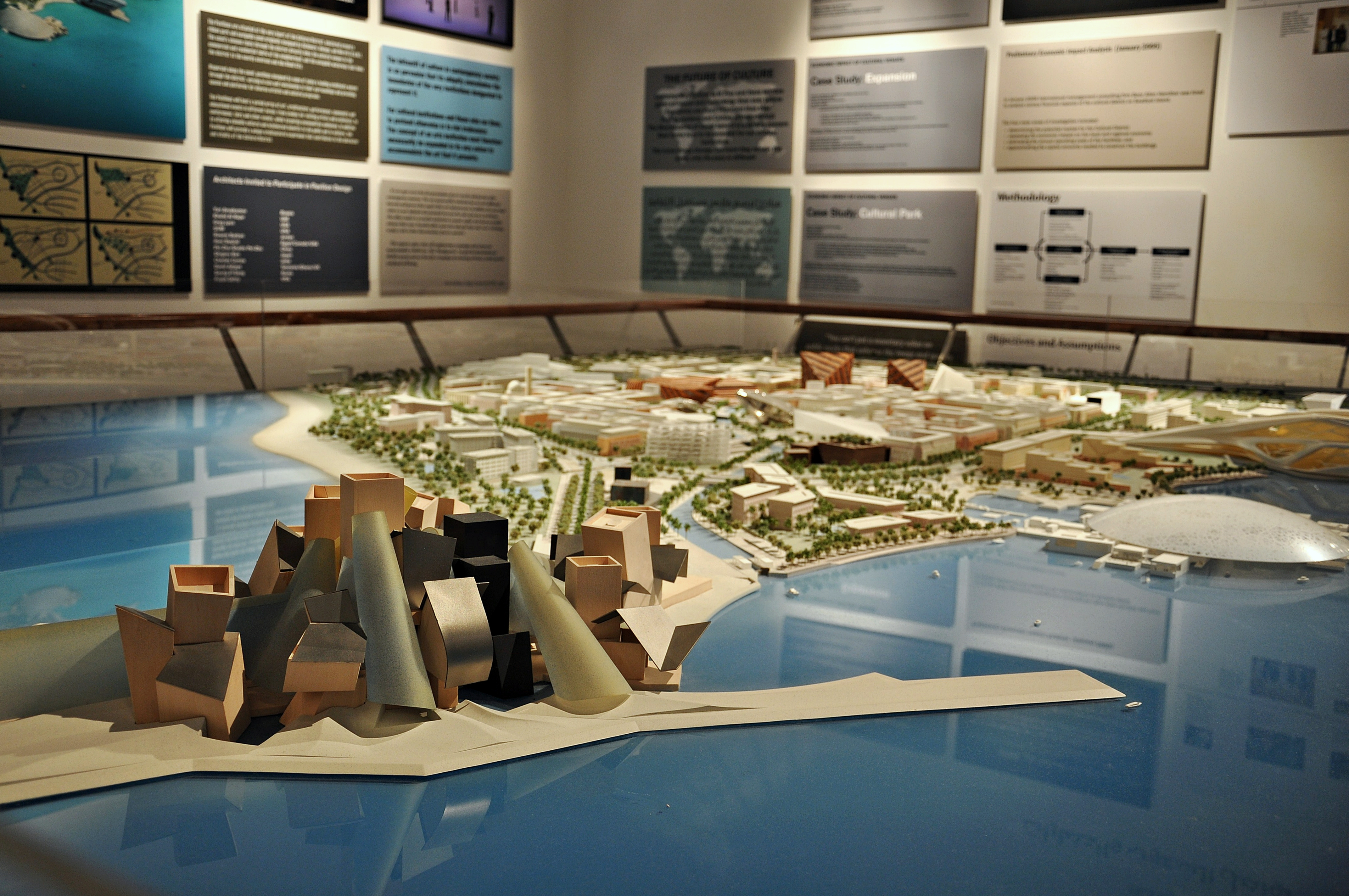
Ein Modell des Guggenheim Abu Dhabi

Das Guggenheim Abu Dhabi ist ein seit 2006 geplantes Kunstmuseum der Solomon R. Guggenheim Foundation in Abu Dhabi. Es soll wie der Louvre Abu Dhabi auf der Insel Saʿadiyat in der Hauptstadt des Emirats Abu Dhabi und der Vereinigten Arabischen Emirate liegen, die als der Mittelpunkt eines neuen Kulturbezirks geplant wurde. Im September 2021 wurde die ursprünglich schon von 2017 bis 2021 verlängerte Bauzeit bis 2026 ausgeweitet.

## Geschichte
Das Museumsgebäude des Guggenheim Abu Dhabi wurde von Frank Gehry entworfen und sollte bereits 2017 eröffnet werden, jedoch wurde seit dem Guss eines Fundaments 2011 keine weitere Bautätigkeit mehr ausgeführt. Die Gründungsarbeiten wurden unter anderem durch die deutsche Bauer AG und die französische Spie Batignolles ausgeführt. Mit einer ursprünglich geplanten Grundfläche von 30.000 m² und einer Ausstellungsfläche von 12.000 m² wäre das Guggenheim Abu Dhabi das größte der Guggenheim-Museen. Der Bau des Museums sollte etwa vier Jahre dauern.
Am 29. September 2021 gab das Ministerium für Kultur und Tourismus (DCT Abu Dhabi) bekannt, dass das Guggenheim Abu Dhabi Museum im Jahr 2025 fertiggestellt sein wird. Seit dem 1. September 2022 ist Stephanie Rosenthal, bis dahin Leiterin des Berliner Martin-Gropius-Baus, Direktorin des Guggenheim Abu Dhabi. Ihre Aufgabe ist der Aufbau des Museums und der Sammlung.

## Berichte über schlechte Arbeitsbedingungen
Die internationale Menschenrechtsorganisation Human Rights Watch beklagte 2009 „Systematische Menschenrechtsverletzungen“ und „massive Ausbeutung, massiven Missbrauch und teils Zwangsarbeit“ in Saʿadiyat. Im Jahr 2010 veröffentlichte die Guggenheim-Stiftung auf ihrer Website eine gemeinsame Erklärung mit der TDIC, in der sie einige Aspekte der Arbeitnehmerrechte anerkannte. 2011 riefen mehr als 130 internationale Künstler zum Boykott des neuen Guggenheim-Museums (sowie des Louvre Abu Dhabi) auf. Sie beriefen sich dabei auf die von Human Rights veröffentlichten Berichte, die seit 2009 über willkürliche Vorenthaltung von Löhnen, unsichere Arbeitsbedingungen und die Tatsache, dass die Unternehmen die hohen Anwerbegebühren, die von den Arbeitern verlangt werden, nicht zahlen oder erstatten berichten. Laut Architectural Record verfügt Abu Dhabi über umfassende Arbeitsgesetze zum Schutz der Arbeiter, die jedoch nicht gewissenhaft umgesetzt oder durchgesetzt werden.
Nachdem der öffentliche Druck zunahm, wurde im Jahr 2012 die PricewaterhouseCoopers als unabhängige Überwachungsstelle durch TDIC beauftragt, vierteljährlich Berichte zu erstellen. Im Jahr 2013 berichtete The Observer, dass die Bedingungen für die Arbeiter auf den Baustellen des Louvre und der New York University auf Saʿadiyat einer „modernen Sklaverei“ gleichkämen. Im Jahr 2014 sagte der Direktor des Guggenheim, Richard Armstrong, dass er glaube, dass die Lebensbedingungen für die Arbeiter beim Louvre-Projekt jetzt gut seien und dass „viel weniger“ von ihnen beschlagnahmte Pässe hätten. Er erklärte, das Hauptproblem seien die Anwerbungsgebühren, die den Arbeitern von den Vermittlern, die sie anwerben, in Rechnung gestellt werden. Später im Jahr 2014 erklärte der Architekt des Guggenheim-Museums, Gehry, dass die Zusammenarbeit mit den Behörden von Abu Dhabi bei der Umsetzung des Gesetzes zur Verbesserung der Arbeitsbedingungen auf der Baustelle des Museums „eine moralische Verantwortung“ sei. Er ermutigte die TDIC, zusätzliche Unterkünfte für die Arbeiter zu bauen, und schlug vor, dass der Auftragnehmer die Kosten für die Anwerbungsgebühren übernimmt. 2016 konstatierten die Unternehmensberater von PricewaterhouseCoopers gravierende Mängel in ihrem vierteljährigen Bericht.